# Якопо Пальма Молодший
Якопо Пальма Молодший (італ. Jacopo Palma il Giovane бл. 1548 — 14 жовтня 1628) — венеційський художник доби пізнього відродження та маньєризму.

## Ранні роки
Походив з родини художника Антоніо Негретті. За матір'ю він теж походив з родини художників. Джулія де Пітаті була сестрою венеційського художника Боніфачо де Пітаті. Хлопця почали рано готувати до кар'єри художника. Так мимоволі він став спадкоємцем Боніфачо де Пітаті, свого батька та дяді, відомого як Пальма старший. Розподіл на молодшого і старшого стався лише в XVII столітті, коли торговці картинами зажадали розділити твори дядька від племінника, менш обдарованого і майстерного.

## Перший меценат
Про першого мецената молодого художника сповістив біограф Карло Рідольфі (1594—1658). За Рідольфі молодого художника зустрів у Венеції герцог Урбіно Гвідобальдо II делла Ровере і тому сподобались копії з творів венеційських художників, котрі виготовляв Якопо Негретті. Герцог запросив його пожити при своєму дворі у Пезаро, дозволив вивчати картини у власній збірці. Період 1564—1567 рр. пройшов під патронажем герцога. Останній запропонував йому навчання і стажування у Римі. Якопо відбув у Рим, де мешкав в домі посла герцога Урбінського. На молодого митця справили враження твори римських маньєристів.

## Початок праці у Венеції

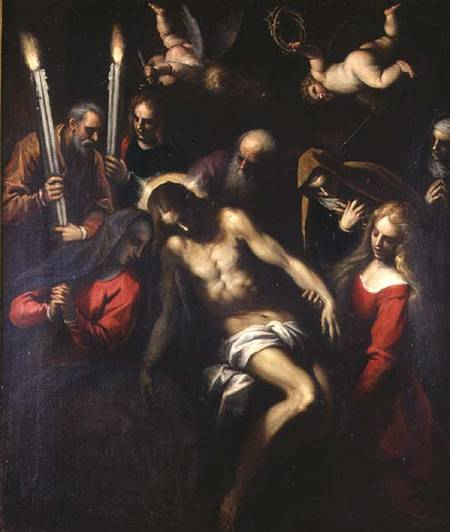
Якопо Пальма молодший. «П'єта», церква Сан Джакомо даль Оріо, Венеція.

З цим надбанням він і повернувся до Венеції у 1570 році. Маньєристична манера, котру він вивіз з Риму, не дуже користувалась тут попитом. Залежність художника від смаків і вимог недолугих замовників примусила Якопо вивчати надбання Якопо Тінторето, в творах котрого теж були якості живопису маньєристів. Так він наблизився до художньої манери венеційських маньєристів (Якопо Тінторетто, брати Бассано, епігони Паоло Веронезе) і нарешті став своїм у Венеції. Він художник перехідної доби і його художня манера не була постійною, сталою, а коливала між маньєризмом і пізніми творами венеційських художників на кшталт Тінторетто, Паоло Веронезе та Тиціана. Нічне освітлення, побудова композиції як на рельєфі та смолоскипи, запозичені у Тиціана, були використані у низці творів Якопо Негретті.
Корифеї венеційського живопису відходили у минуле. 1577 року Палац дожів у Венеції постраждав від пожежі. І ця трагічна подія, коли згоріли картини Тиціана, Паоло Веронезе та інших, несподівано відкрила перспективи для другорядних венеційських митців, серед котрих були Антоніос Васілакіс та Якопо Пальма молодший. Саме їх пишні і декоративні твори зберіглись на століття і котрі можна бачити зараз при відвіданнях Палацу дожів у Венеції.
Саме під 1577 роком художник Якопо Пальма молодший згаданий у архівних документах як самостійний майстер (що було перспективно для 30 річного художника).

## Портрети реальні і вигадані

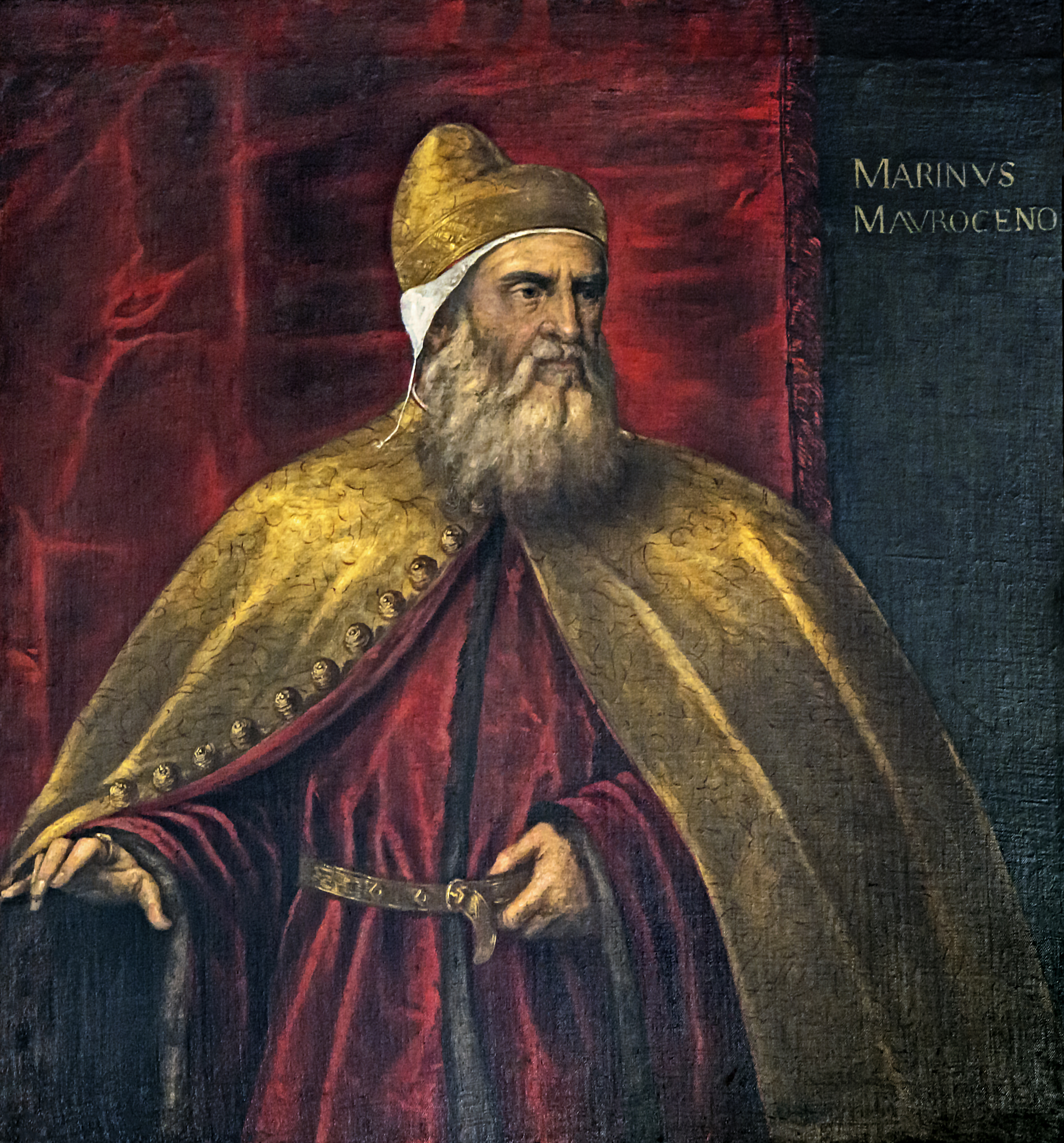
Худ. Якопо Пальма молодший. Героїзований, але вигаданий портрет дожа Маріно Морозіні (помер 1253 року). Церква Фрарі, Венеція.

Точним і майстерним Якопо Пальма молодший був у портретах. Тип парадного портрета офіційної особи був вже вироблений до нього. Цим опікувались все ті ж Тиціан, Лоренцо Лотто, Якопо Тінторетто, Леандро Бассано. Якопо Пальма тільки наслідував вироблені до нього схеми в портретах, як він насліував типові, розповсюджені до нього схеми в релігійному живопису Венеції. Лише конкретність реальних осіб, їх індивідуальні риси робили їх доволі індивідуальними.
Пожежа в Палаці дожів пошкодила портретну галерею. Це примусило Якопо молодшого звернутися до вигаданих портретів осіб, котрих від ніколи не бачив. Серед вигаданих портретів — зображення дожа Маріно Морозіні (котрий помер 1253 року). У вигаданому портреті Морозіні Якопо просто поторгував сивиною та коштовними шатами типових зображень дожів XVI століття.

## Декоративні твори для Палацу дожів

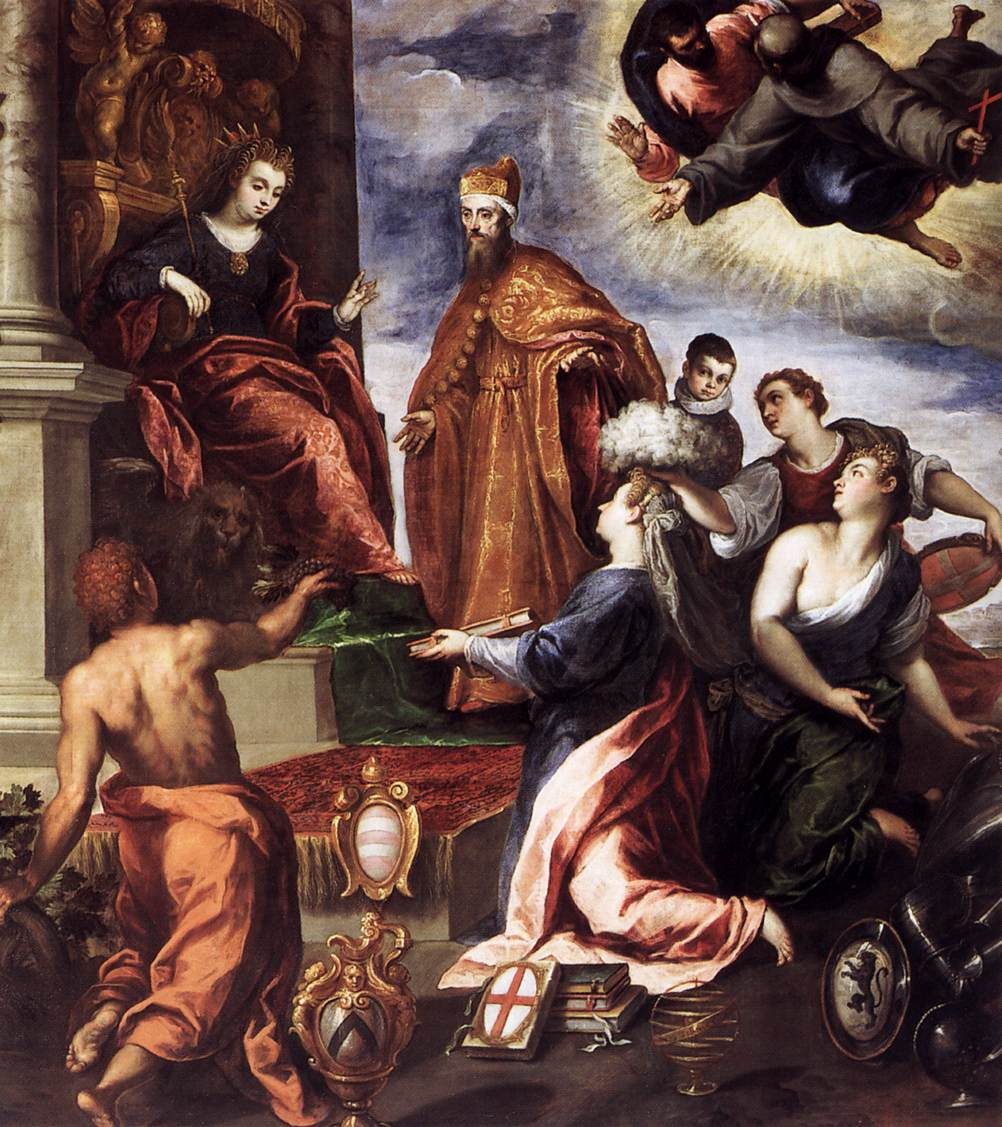
Якопо Пальма молодший. «Дож Франческо Веньєр представляє Богородиці атрибути Венеції», Палац дожів
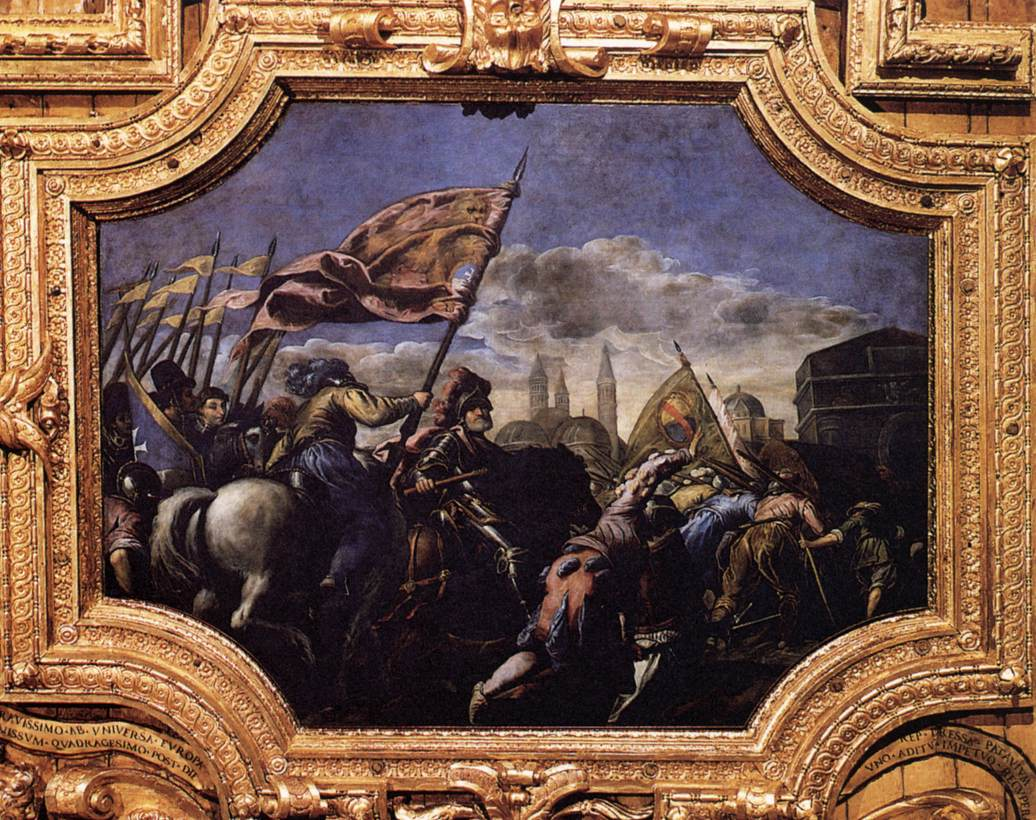
Якопо Пальма молодший. «Армія Венеції захоплює місто Падую», Палац дожів
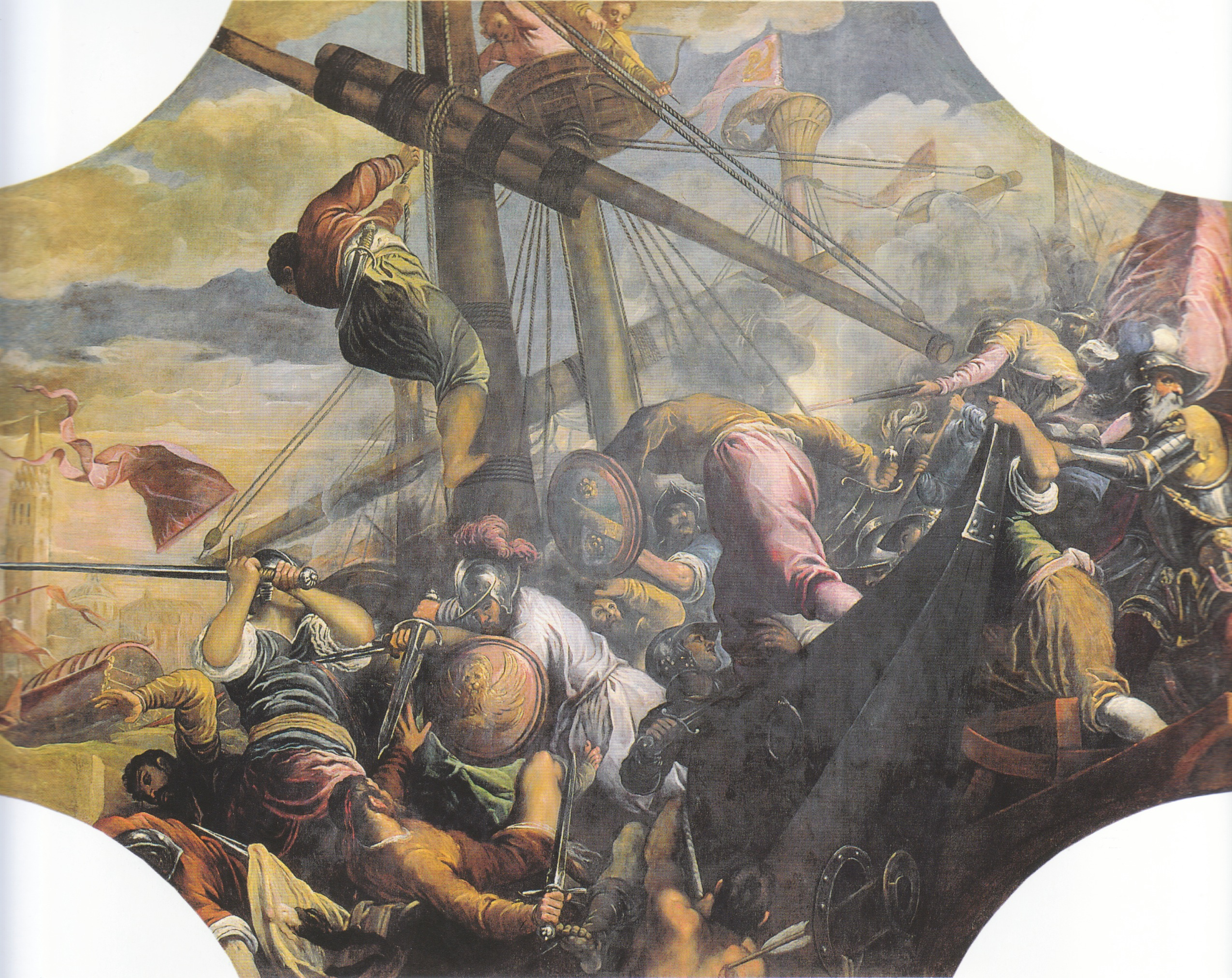
Якопо Пальма молодший. «Перемога венеційця Франческо Бембо», Палац дожів
Якопо Пальма молодший. «Алегорія перемоги Камбрейської ліги», Палац дожів

## Власна майстерня
Художник поклопотався і створив у Венеції власну майстерню на набрав помічників і учнів. Майстерня виконувала повтори вдалих на його погляд картин релігійного призначення та алегорій. Ними прикрашали як храми у Венеції, так і церкви у венеційських володіннях на континенті. сам якопо молодший брався за створення картин для вузького кола інтелектуалів. По сметрі Якопо Тінторетто у 1594 року до нього мимоволі перешли замовники, позаяк думали, що він справжній продовжувач традицій венеційського живопису. Хоча сам майстер лише вдало використовував нароблені до нього схеми і образи. В пізніх творах Якопо молодшого зростали риси специфічного, пишного маньєризму венеційського зразка.

## Вибрані твори (неповний перелік)
- «Баталія ді Сан Квінтіно», 1582 р.
- «Сусанн і старці», академія Сан Лука
- «Венера і Марс», Музей Гетті
- «Тарквіній і Лукреція», Ермітаж
- «Апостоли біля гробу Богородиці», Ермітаж
- «Побиття Христа біля колони», «ескіз»
- «Святий Себастьян», церква Сан Ніколо, Заніка
- «Повернення блудного сина», до 1600 р. Галерея Академії (Венеція)
- «Мадонна в славі і чотири святих», церква Сан Франческо делла Вінья, Венеція]]
- «Оплакування Христа», церква Сан Тровазо, Венеція
- «Таємна вечеря», церква Сан Джованні деі Кавальєрі, Флоренція
- «Святі Іван Хреститель, Карло Борромео, Франциск Ассізький», церква Сан Марко, Мілан.
- Вівтар «Карло Борромео»
- «Папа римський Пій V», художній музей Кьянчіано Терме
- «Погрудний портрет невідомого аристократа»

## Малюнки художника

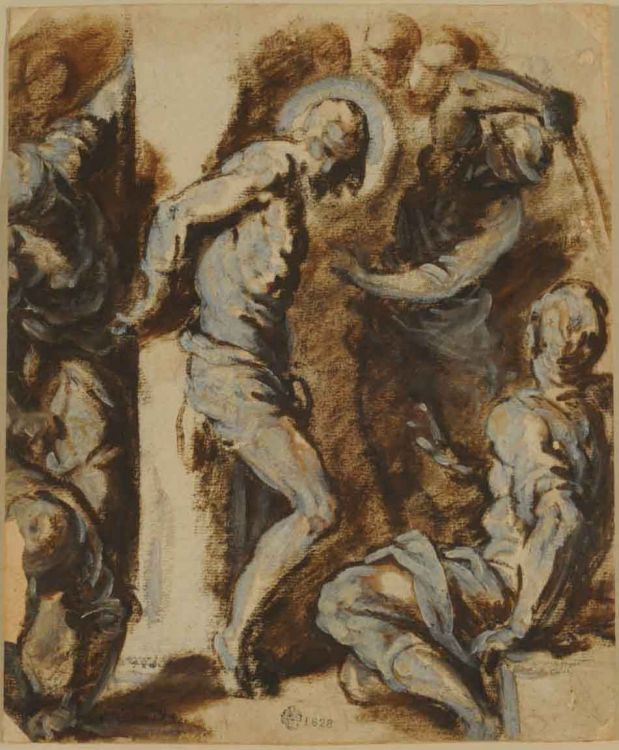
Якопо Пальма молодший. «Побиття Христа біля колони»
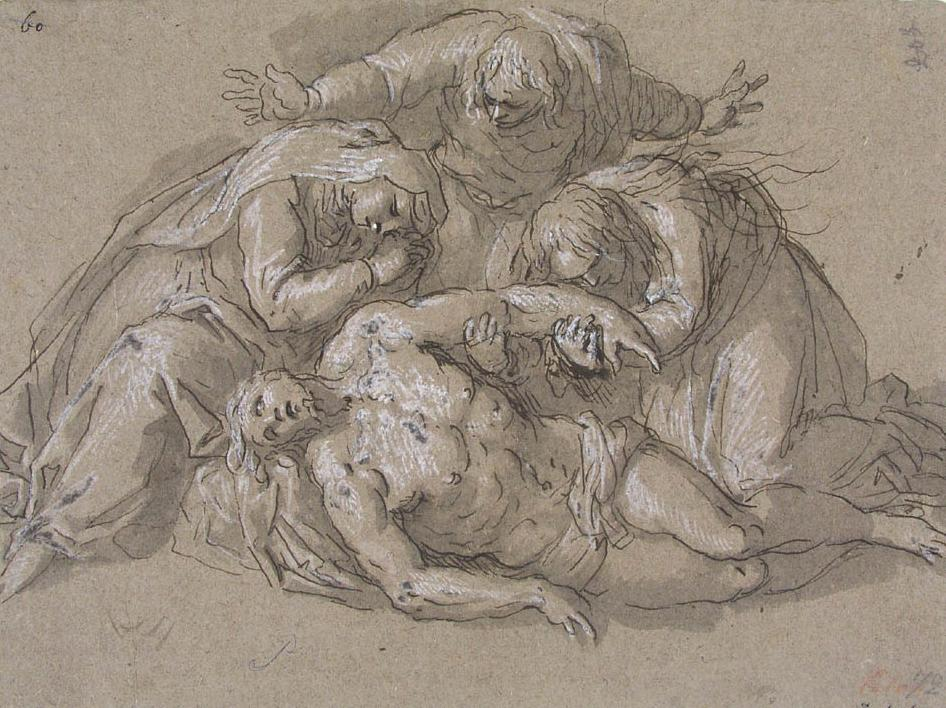
Якопо Пальма молодший. «Оплакування Христа», Бібліотека Варшавського університету
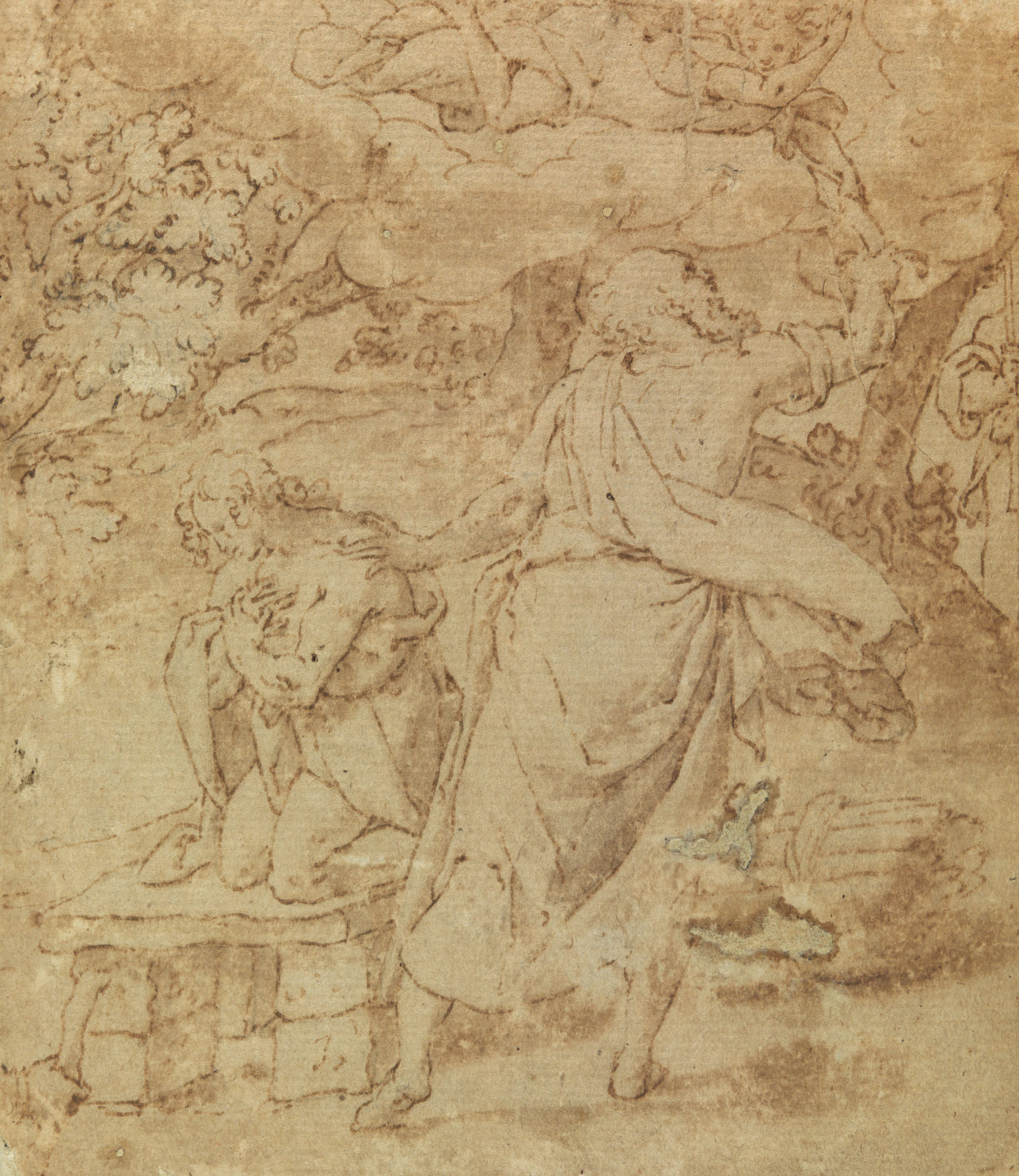
Якопо Пальма молодший. «Жертвоприношення Ісаака», штудія до композиції, Національна бібліотека Бразилії
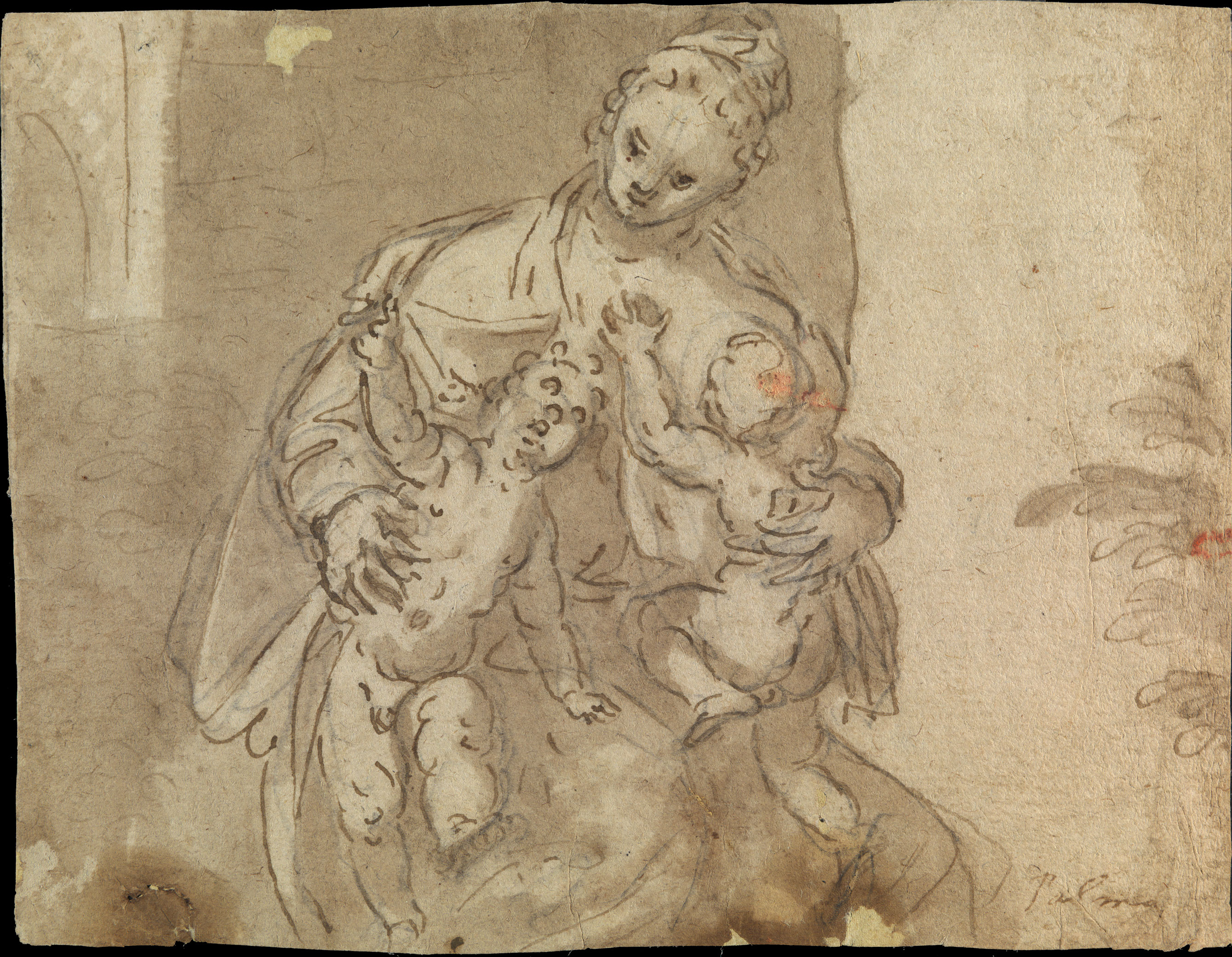
Якопо Пальма молодший. «Мадонна з немовлям і Іваном Хрестителем дитиною»

## Портрети роботи Пальми молодшого

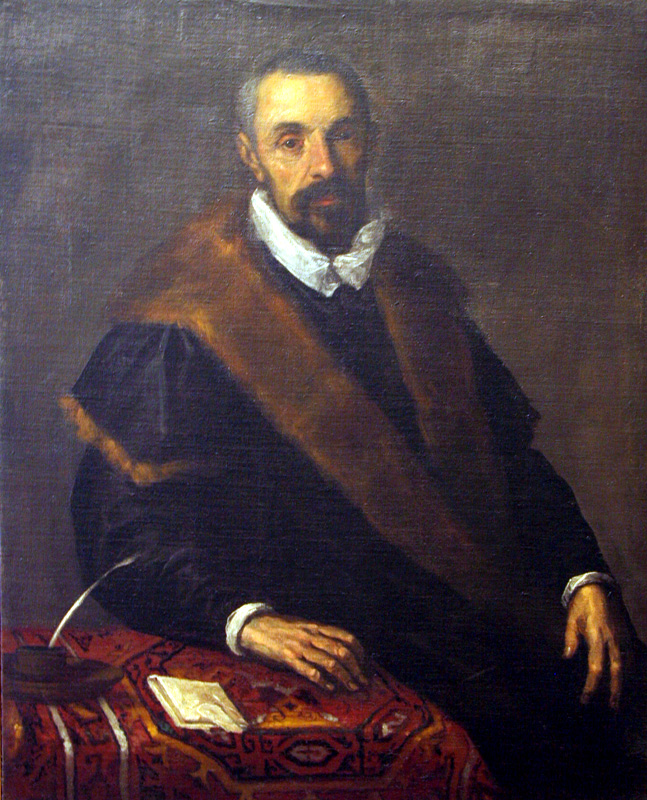
Якопо Пальма молодший. «Портрет невідомого в хутрі», Кастельвеккьо, Верона

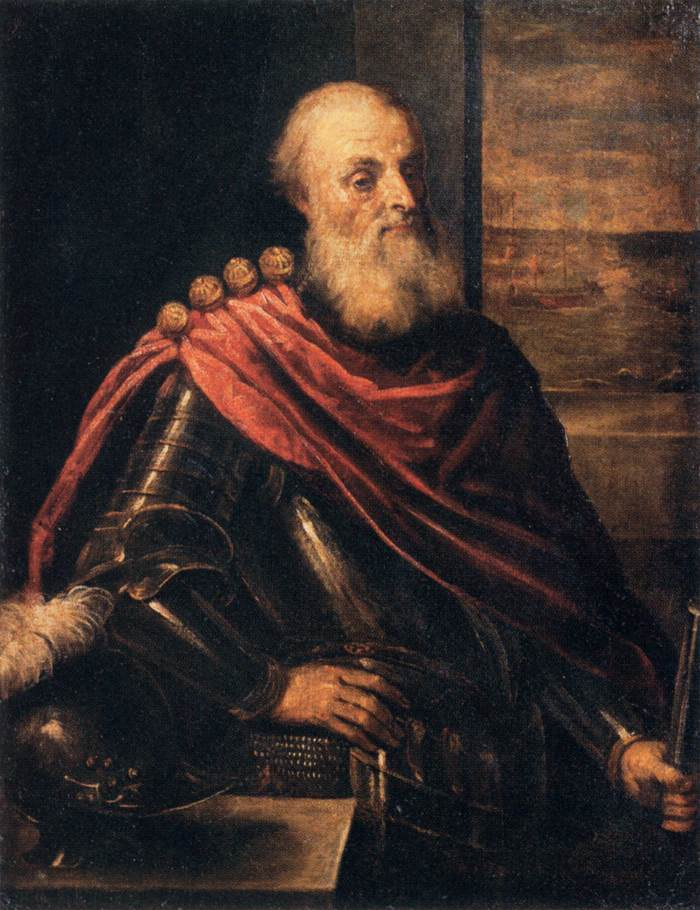
Якопо Пальма молодший. «Портрет Вінченцо Капелло», Лувр, Париж.
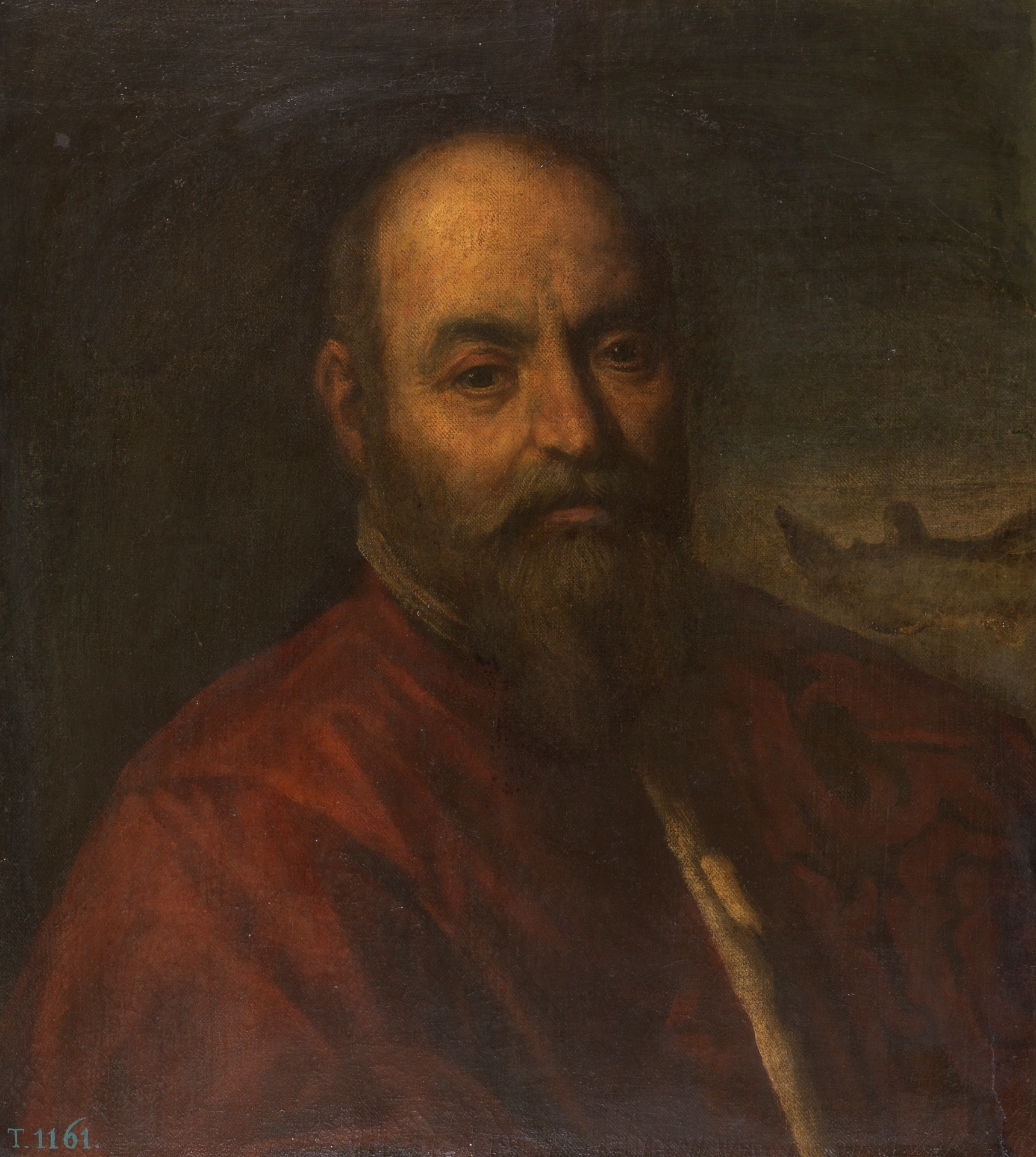
Якопо Пальма молодший. «Венеційський сенатор», Національний музей Прадо, Мадрид
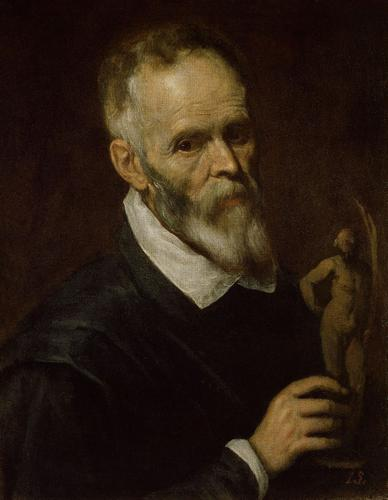
Якопо Пальма молодший. «Портрет скульптора або прихильника мистецтв», Музей історії мистецтв, Відень.
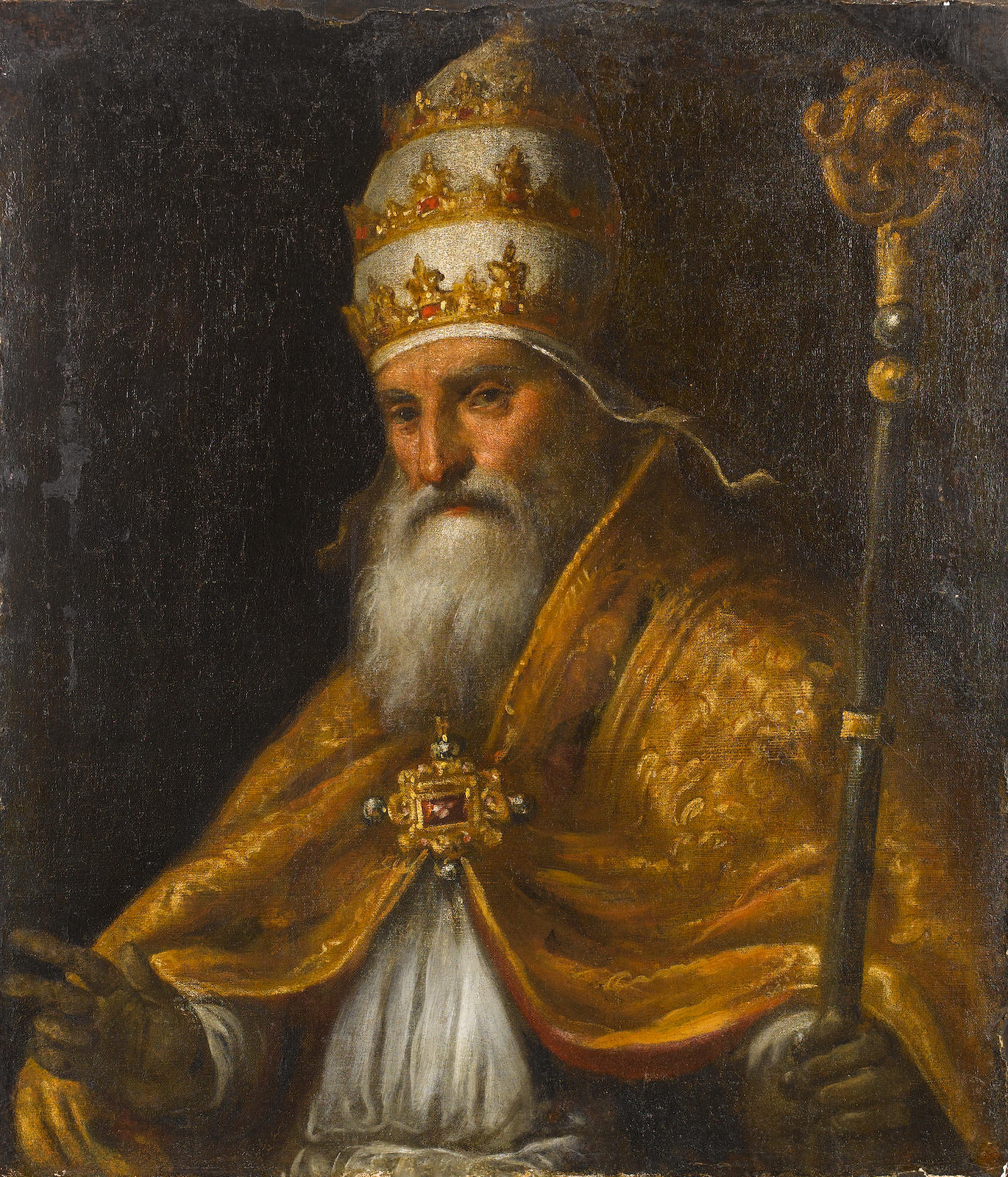
Якопо Пальма молодший. «Папа римський Пій V»

## Вибрані твори (галерея)

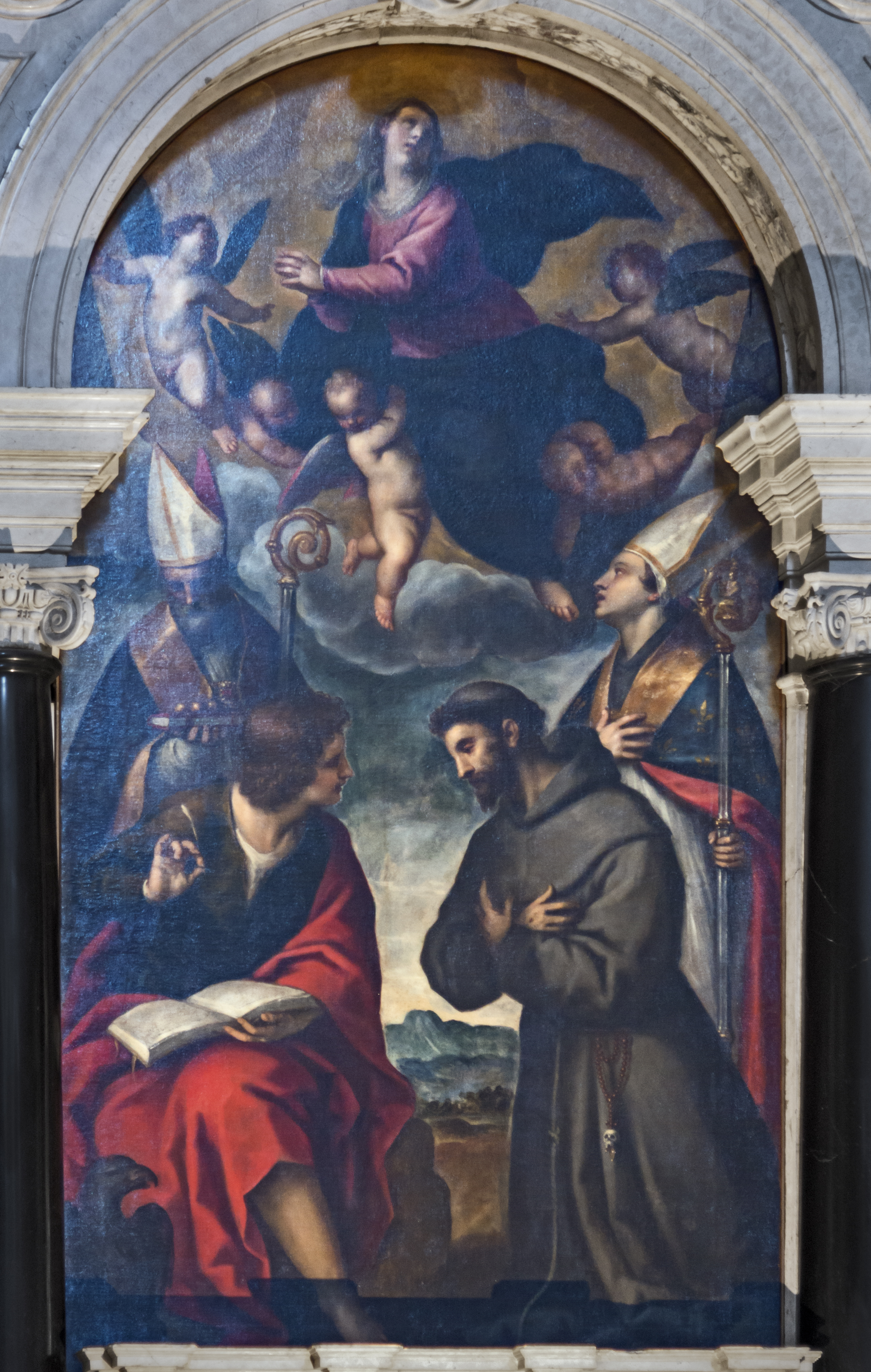
Якопо Пальма молодший. «Мадонна в славі і чотири святих», церква Сан Франческо делла Вінья, Венеція

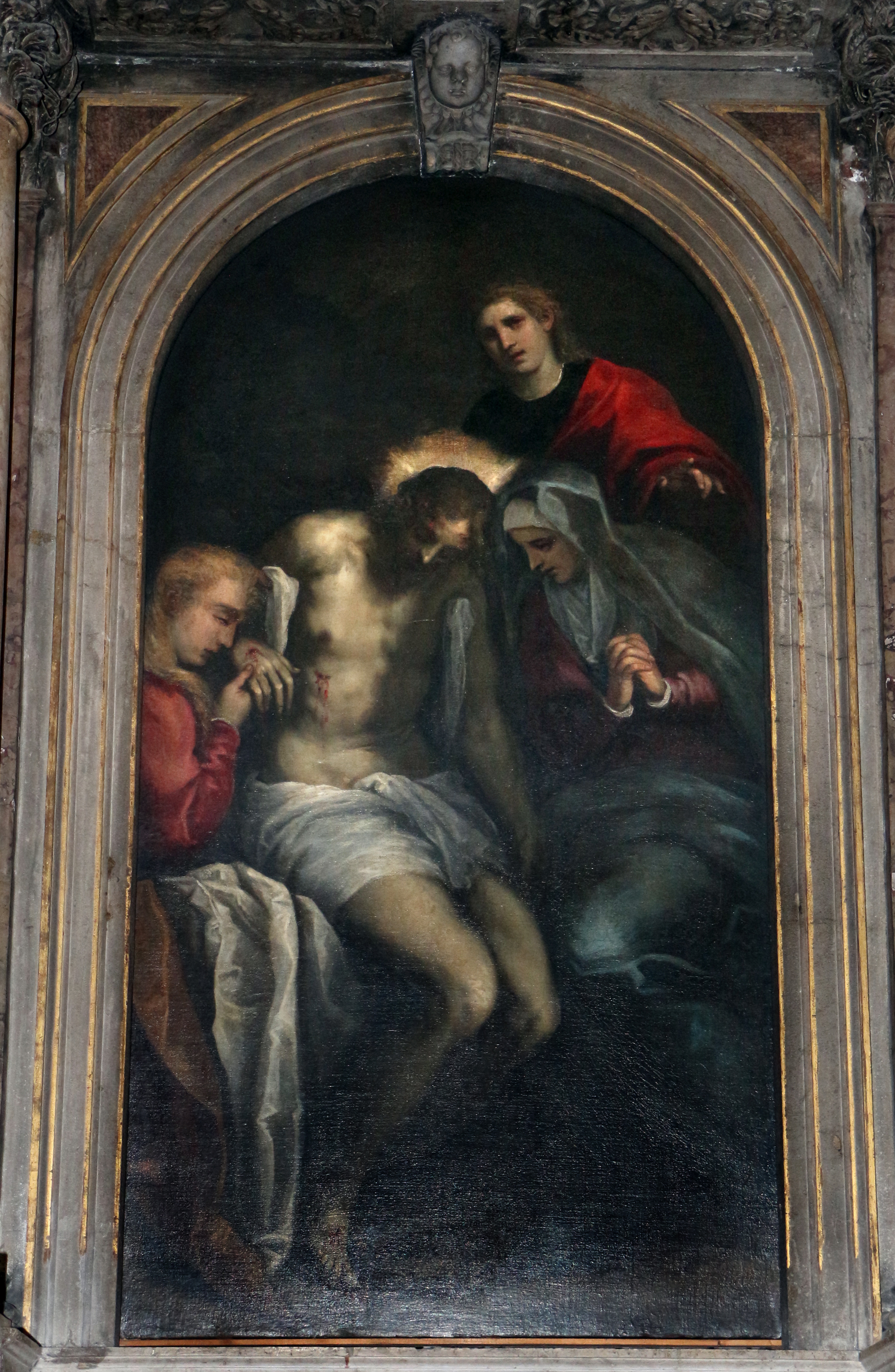
Якопо Пальма молодший. «Оплакування Христа», церква Сан Тровазо, Венеція
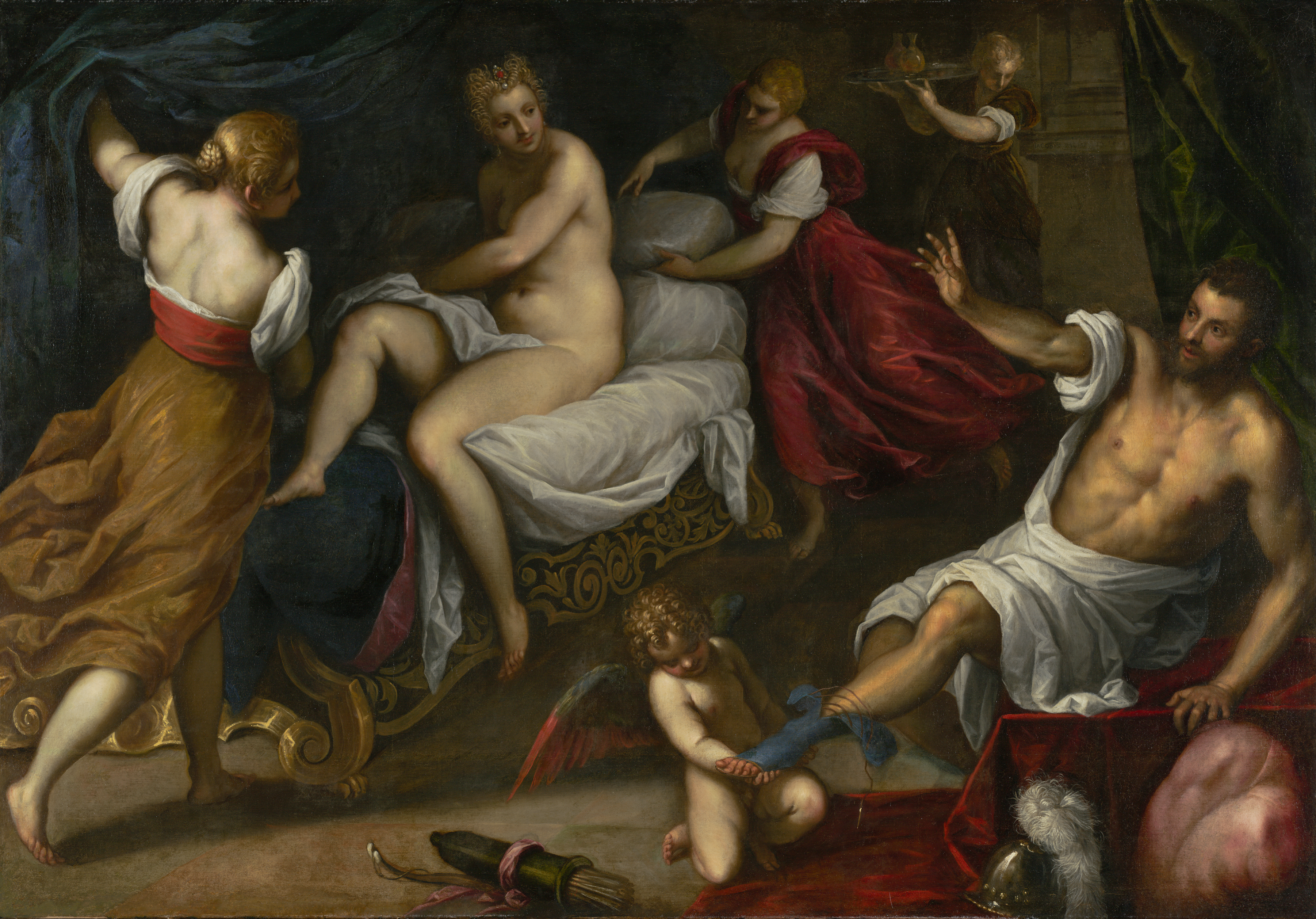
Якопо Пальма молодший. «Венера і Марс», Музей Гетті
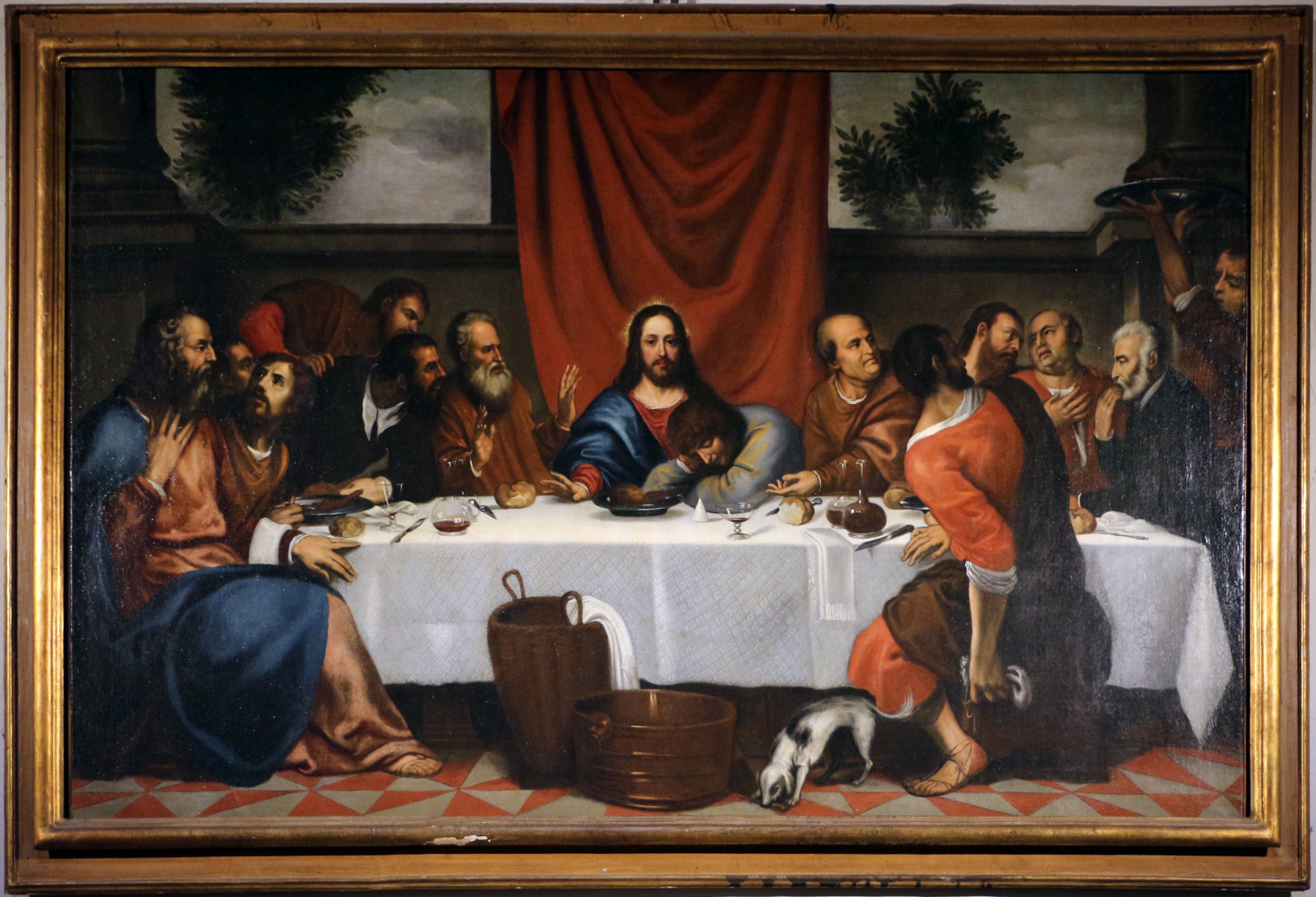
Якопо Пальма молодший. «Таємна вечеря», церква Сан Джованні деі Кавальєрі, Флоренція
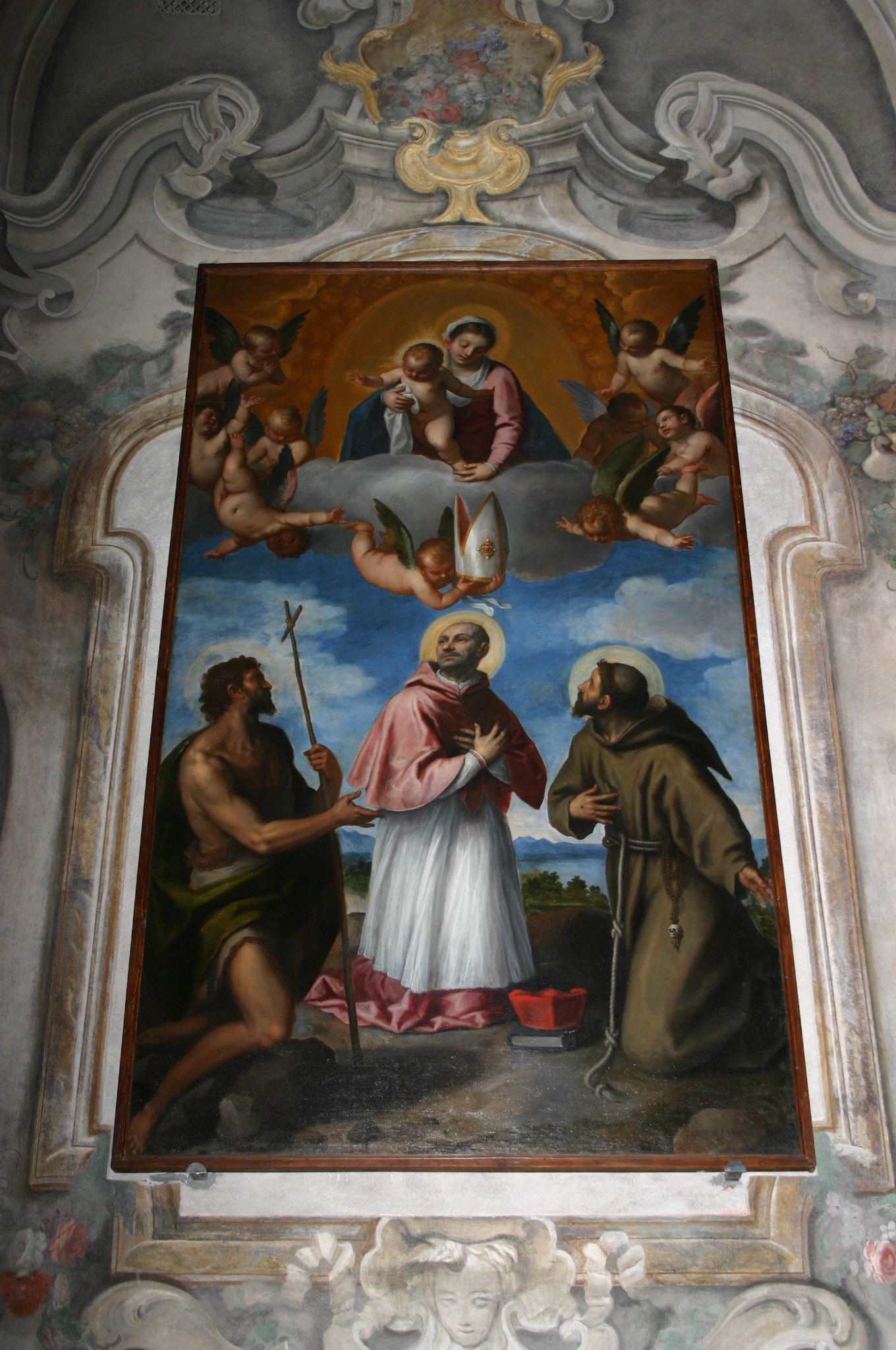
Якопо Пальма молодший. «Святі Іван Хреститель, Карло Борромео, Франциск Ассізький», церква Сан Марко, Мілан.